# Surdești (okręg Alba)
Surdești – wieś w Rumunii, w okręgu Alba, w gminie Sohodol. W 2011 roku liczyła 35 mieszkańców.